# Hajógyári híd
A Hajógyári híd (ritkán rövidítve: H-híd) az Óbudai-sziget második átkelője a Duna mellékágán Budapest III. kerületében.
A K-hídhoz képest nagyobb kapacitású közúti összeköttetést biztosít.

## Története

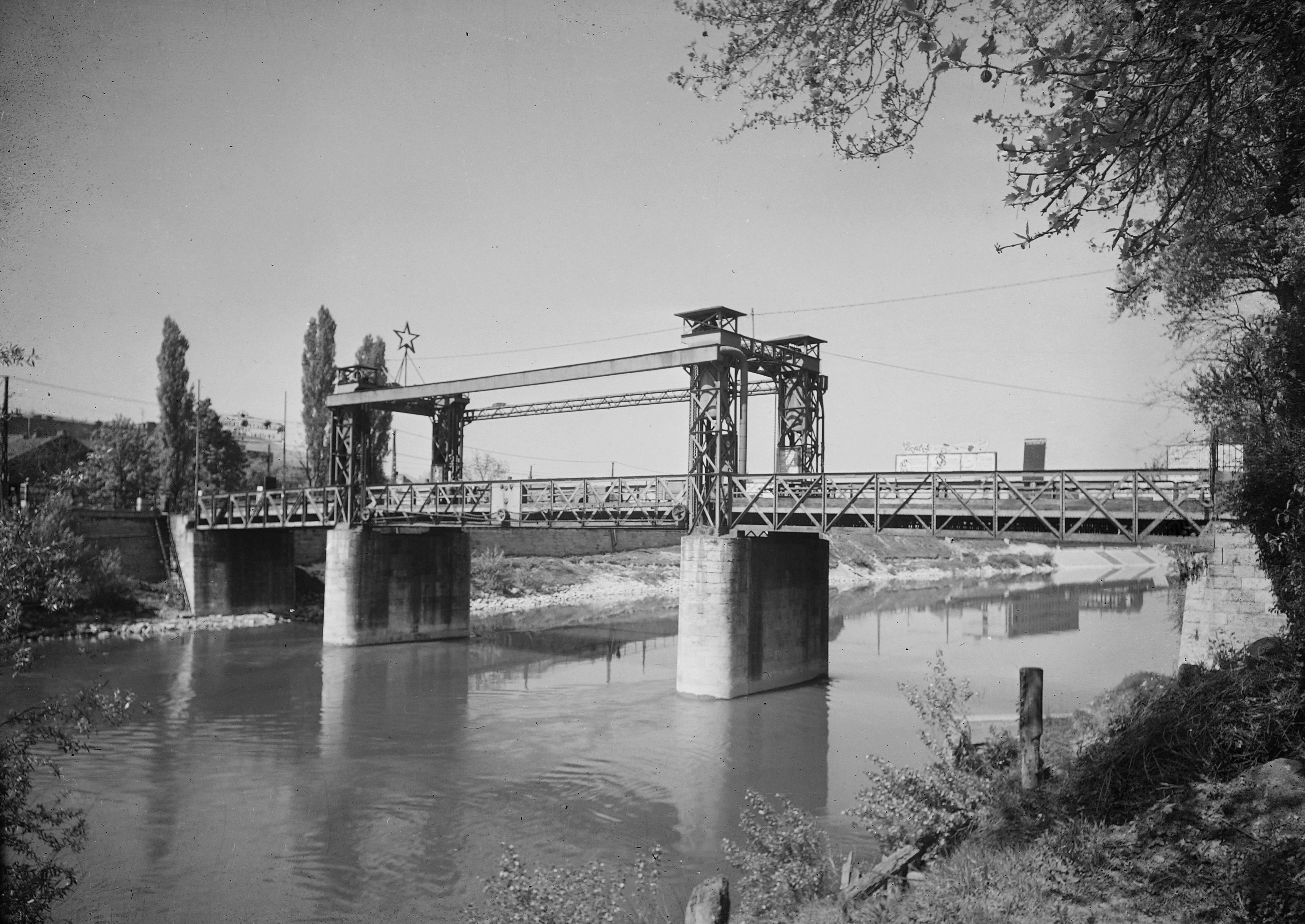
Az egykori emelőhíd

A sziget és az óbudai part között sokáig csak révátkelés volt, majd később készült egy talphíd.
Az 1800-as évek közepén egyre inkább szükség volt egy állandó kapcsolatra Óbuda központja és az Óbudai Hajógyár között. 1858-ban megépült az első állandó híd. Érdekessége hogy az egyetlen fa tolóhíd volt Magyarországon. Magasabb hajók áthaladásakor a középső nyílását el lehetett tolni a hossztengelye mentén.
Ezt követte 1884-ben egy vasból készült emelőhíd, amelynél a középső nyílást eltolás helyett megemelte egy csörlőszerkezet. Az 1930-as években már nem használták, mert magas vízálláskor a hajók már nem mentek be az ágba. Ezt a szerkezetet Remmel híd, vagy Munkás híd néven is ismerték.
Az emelőhíd lebontását követően 1968-ban készült el a mai is látható befüggesztett vasbeton híd.
Nyaranta a Sziget Fesztivál lebonyolításában fontos szerepe van, mivel a hídon keresztül szállítják a rendezvényhez szükséges eszközöket és felszereléseket, valamint a lakóautós látogatók is itt hajthatnak be.

## Lásd még
- K-híd